# فتوحات الإمبراطورية الأخمينية في وادي السند

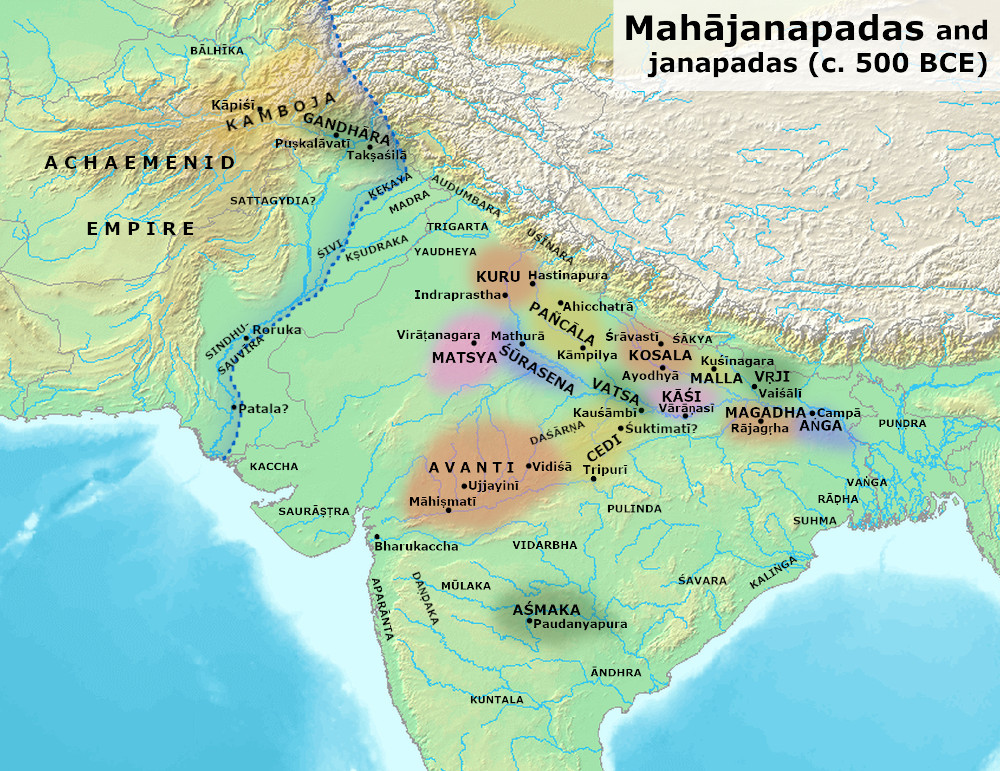
مناطق فتوحات الامبراطورية الاخمينية في وادى السند

تشير الفتوحات الأخمينية في وادي السند إلى الغزو العسكري الأخميني لأراضي المناطق الشمالية الغربية من شبه القارة الهندية، من القرن السادس إلى القرن الرابع قبل الميلاد. حدث الفتح على مرحلتين: قاد كورش الأول الغزو الأول حوالي عام 535 قبل الميلاد، ويعتبر مؤسس الإمبراطورية الأخمينية. ضم كورش المناطق الواقعة غرب نهر السند، والتي شكلت الحدود الشرقية لإمبراطوريته. بعد وفاة كورش، أسس داريوس الكبير سلالته، وبدأ في إعادة احتلال المقاطعات السابقة وتوسيع نطاق الإمبراطورية. في عام 518 قبل الميلاد، عبر داريوس جبال الهيمالايا إلى الهند لبدء فترة ثانية من الغزو، إذ وصل حتى نهر جيلوم في البنجاب.
قدم نقش بيستون دليل مكتوب على ما جرى، وحدد تاريخ الفتوحات قبل أو حوالي 518 قبل الميلاد. حدث التغلغل الأخميني في منطقة شبه القارة الهندية على مراحل، بدءًا من الأجزاء الشمالية من نهر السند ثم نحو الجنوب. تم ضم وادي السند رسميًا إلى الإمبراطورية الأخمينية كمناطق غاندارا، والهندوش، والساتاغيدا مثلًا، إذ ورد ذلك في العديد من النقوش الأخمينية.
تراجع الاحتلال الأخميني لوادي السند مع تعاقب الحكام، وانتهى رسميًا في وقت قريب من غزو الإسكندر لبلاد فارس. ما سمح بظهور ملوك مستقلين كبوروس، وغاتا سانغاس، والإمبراطوريات التي واجهت الإسكندر خلال حملته الهندية حوالي عام 323 قبل الميلاد مثلًا. وضعت الإمبراطورية الأخمينية الأسبقية لنظام الحكم باستخدام المزربات أو الساترابي، وتبنت كل من إمبراطورية الإسكندر، والهنود السكثيون، والإمبراطورية الكوشانية ذلك النظام بشكل أكبر.

## الغزو والخلفية التاريخية
حافظ الجزء الشمالي الغربي من الهند لآلاف السنين على مستوى معين من العلاقات التجارية مع الشرق الأدنى. خضعت الإمبراطورية الأخمينية فيما بعد لتوسع كبير شرقًا وغربًا في عهد كورش الكبير (حوالي 600-530 قبل الميلاد)، ما زاد اهتمام الأسرة الحاكمة بمنطقة شمال غرب الهند.

### كورش الكبير
يُعتقد أن الفتح الأخميني قد بدأ حوالي عام 535 قبل الميلاد، في عهد كورش الكبير (600-530 قبل الميلاد)، بحسب نقش بيستون، وصل كورش إلى ضفاف نهر السند، ونظم الأراضي التي غزاها تحت ساترابي غاندارا. يٌشار إلى المقاطعة باسم باروباميسادي في النسخ المكتوبة باللغة البابلية والعلامية من نقش بيستون. امتدت الحدود الجغرافية للمقاطعة إلى مدى أوسع من غاندارا الهندية. تشير بيانات أخرى كتلك المكتوبة من قبل كسينفون وكتسياس مثلًا أن الغزو امتد إلى الهند. غزا كورش الكبير مقاطعة هندية أخرى تدعى ساتاغيدا بحسب نقش بيستون، ربما كانت متاخمة لغاندارا لكن الموقع الفعلي لها غير مؤكد. حدد فليمنغ موقع الولاية السابقة بين أراكوسيا وووادي السند، وذكر وجود ساترابي تدعى ماكا في منطقة جيدروسيا.
داريوس الأول
خلف داريوس الأول كورش الكبير في عام 518 قبل الميلاد. حدد المؤرخون تاريخ 518 قبل الميلاد استنادًا إلى نقش بيستون، وهو التاريخ الذي أعطي لاحتلال غاندارا في البنجاب. غزا داريوس الأول فيما بعد مقاطعة إضافية أطلق عليها اسم هيوديوس (يطلق عليها أيضًا اسم هندوش)، بحسب ما ورد في النقوش الخاصة به «دي إن أاي» اختصارًا للأحرف الأولى اسمه. يشير نقش همدان أيضًا (أحد نقوش داريوس الأول المكتوبة بالذهب والفضة) إلى فتوحاته في الهند.
لم تُحدد منطقة مقاطعة هندوش بشكل مؤكد. حدد بعض العلماء وادي السند الأوسط والسفلي، ومقاطعة السند الحالية كموقع محتمل لها، ولكن ما من دليل واضح على وجود السلالة الأخمينية في المنطقة، علاوةً على ذلك لم يُعثر على بقايا الذهب في منطقة دلتا السند، على الرغم من ذكر هيرودوت لإنتاج كميات كبيرة من الذهب في المقاطعة. قد يكون الموقع الحقيقي لمقاطعة الهندوش في منطقة تاكسيلا والبنجاب الغربية، حيث توجد دلائل على وجود ساترابي فارسية. يوجد عدد قليل من الدلائل والآثار التي تشير إلى الوجود الأخميني في الشرق، ولكن وفقًا لفلمينغ، يعتبر موقع لبير موند الأثري في منطقة تاكسيلا المرشح الأكثر منطقية لكونه عاصمة الهند الأخمينية، ذلك أن أنماط الفخار الموجود في المنطقة مشابهة لآثار الأخمنيين التي تركوها في الشرق.
وفقًا لهيرودوت، أرسل داريوس المستكشف اليوناني سيلاكس أوف كاريانادا للإبحار أسفل نهر السند، على رأس فريق من الجواسيس من أجل استكشاف مجرى النهر. عاد سيلاكس بعد مرور 30 شهرًا كما يُقال إلى مصر بالقرب من البحر الأحمر، واستفاد داريوس من البحار الواقعة بين الشرق الأدنى والهند.
شكلت أراضي غاندارا، وساتاغيدا، وداديكاي، وأباريتاي-وفقًا لهيرودوت أيضًا- المقاطعة السابعة للإمبراطورية الأخمينية لأغراض دفع الضرائب، بينما شكلت إندوس المنطقة الضريبية العشرين.
الجيش الأخميني
خاضت الإمبراطورية الأخمينية الحروب بشكل مستمر طوال فترة وجودها، إما لاحتلال مناطق جديدة، أو لقمع حركات التمرد في جميع أنحاء الإمبراطورية. لتلبية هذه الحاجة، كان على الإمبراطورية الأخمينية الحفاظ على جيش محترف، وتجنيد طاقم من جميع ساترابي البلاد وأراضيها. 
لم يكن الجيش الأخميني فارسيًا صافيًا، بل شمل أعراقًا مختلفة موجودة على امتداد الإمبراطورية الأخمينية الشاسعة والمتنوعة. قدم هيرودوت قائمة كاملة بأعراق الجيش الأخميني، ضمت القائمة السابقة كل من الباختريين، والسكوثيين، والبارثيين، والصغديين، والأيونيون (يونانيين)، والمصريين، والإثيوبيين، وغيرهم. من المحتمل أن تكون هذه الأعراق قد أُدرِجت ضمن الجيش الأخميني أثناء غزوات الهند.